# En sommer i Baden-Baden
En sommer i Baden-Baden (Лето в Бадене) er en roman af den russisk-jødiske forfatter Leonid Tsypkin. Den blev skrevet i perioden 1977-1981, men blev først udgivet i 2001, nær 20 år efter forfatterens død. Bogen handler om fortællerens rejse og besværligheder for at følge i yndlingsforfatteren Dostojevskijs fodspor. Ifølge Susan Sontag, som opdagede bogen og som også skrev forordet som blev udgivet i den svenske oversættelse, tilhører bogen en sjælden og ambitiøs undergenre af romanen. Det er, som hun skriver, en genfortælling af en virkelig og væsentlig persons liv fra en anden tid, samtidigt med at en anden fortælling, som udspiller sig i nuet, væves ind i det hele.
Bogen udkom på dansk oversættelse i 2007.

## Eksterne links
- Anmeldelse i New York Times den 3 marts 2002
- En sommer i Baden-Baden, dansk oversættelse